# Formosa TV

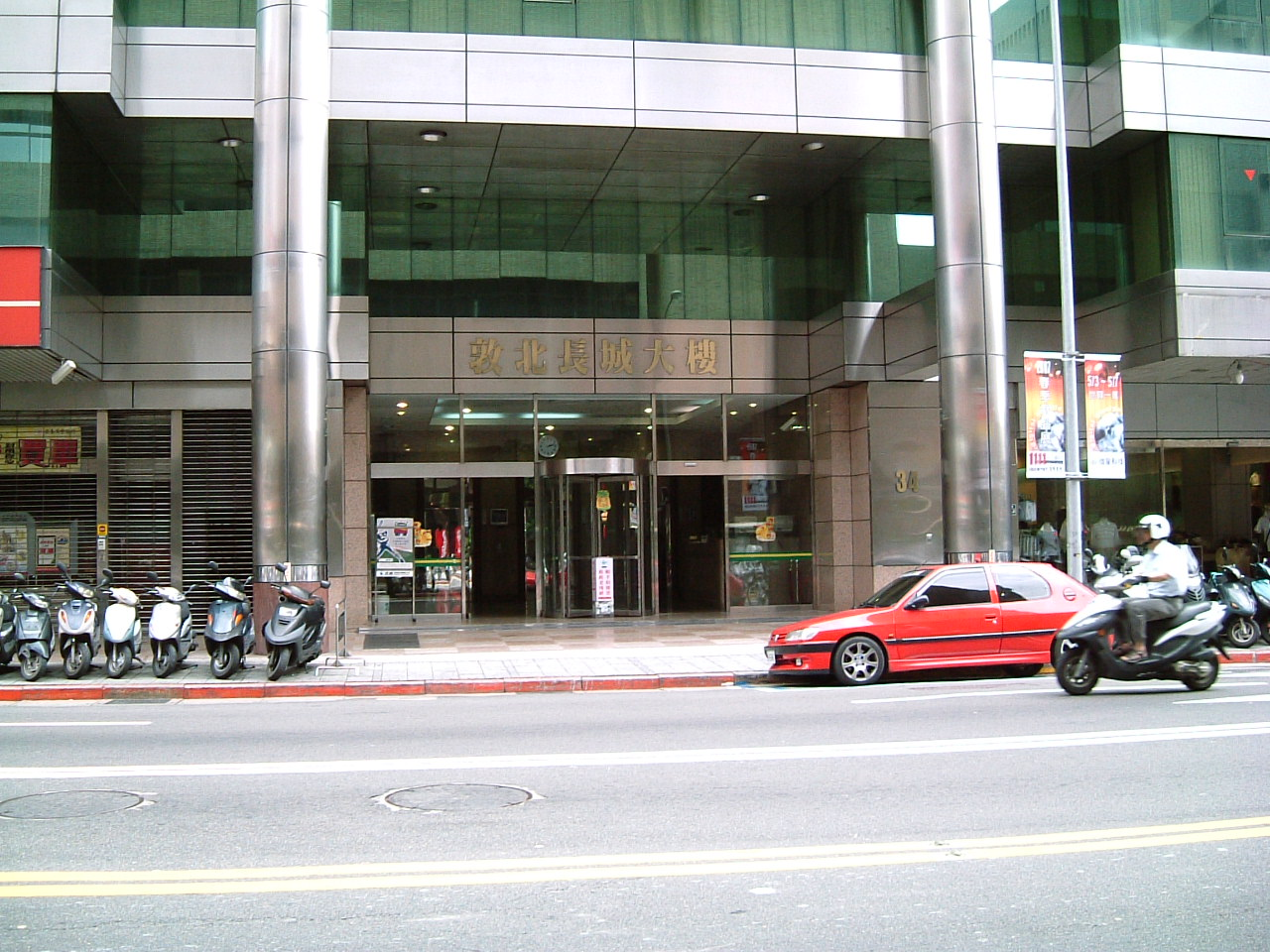
FTV thuê không gian văn phòng trong Dun-Bei Great Wall Building ở Đài Bắc.

Formosa TV (tiếng Trung: 民間全民電視公司; bính âm: Mínjiān Quánmín Diànshì Gōngsī; Bạch thoại tự: Bîn-kan Chôan-bîn Tiān-sī Kong-si) là mạng truyền hình có trụ sở tại thành phố Tân Bắc, Đài Loan. Thành lập ngày 27 tháng 3 năm 1996 và bắt đầu phát sóng vào ngày 11 tháng 6 năm 1997.